# Mãe Toloquê
Regina Célia dos Santos Magalhães, conhecida como Mãe Toloquê, (Bahia, 30 de Dezembro de 1930 - Praia Grande, São Paulo, 26 de Outubro de 2006) foi uma filha-de-santo e Ialorixá brasileira.
Regina Célia foi iniciada quando menina na Bahia na casa de axé do babalorixá Lourenço de Lembá como era conhecido, mas foi adotada pelo babalorixá Joãozinho da Gomeia aos 10 anos de idade, sendo uma das suas filhas-de-santo preferida pela sua dedicação aos Orixás.
Regina então passou a conviver na roça da Gomeia em Salvador rua da Gomeia no Bairro da Liberdade, local onde Joãozinho ergueu sua Casa de Axé).
Regina foi levada por um casal para trabalhar no Rio de Janeiro, e nesse meio tempo o Babalorixá Joãozinho da Gomeia abria sua roça no município de Duque de Caxias/RJ, no bairro conhecido por Copacabana, cujos ônibus da Viação União ostentavam no para-brisa o itinerário e o aviso "Via-Joãozinho da Gomeia". Mãe Toloquê então passou a conviver com o Babalorixá Joãozinho da Gomeia, onde ia aprendendo o ritual de candomblé, participando de diversos filmes acompanhado o Joãozinho da Gomeia durante os anos de 1950/51/52/53.
Regina conhece o homem com que casaria mais tarde numa festa de Santo em Duque de Caxias, um oficial da cavalaria Humberto da Costa Magalhães, e passam a conviver numa roça de candomblé no bairro dos trezentos (Caxias/RJ).
Em 1956, mudou-se para a cidade de Santos acompanhada pelo Babalorixá Valdomiro de Xangô e fica encantada com a cidade e resolve ficar e abrir a sua primeira casa de axé no bairro de Areia Branca em 1962, casa-se novamente agora com João Franscisco Conceição e com ele tem uma filha Rosangela, em seguida compra uma chácara em Itanhaém/SP e levanta a sua definitiva casa de axé com o nome Vale do Amanhecer.